# Alexandre Bonnet
Alexandre Bonnet (ur. 17 października 1986 w La Roche-sur-Yon) – francuski piłkarz występujący na pozycji pomocnika we francuskim klubie Le Havre AC.

## Kariera klubowa
Bonnet profesjonalną karierę rozpoczynał w pierwszoligowym klubie Toulouse FC. W Ligue 1 zadebiutował 13 sierpnia 2005 w przegranym 0-2 meczu z Paris Saint-Germain. 26 listopada 2005 w wygranym 3-0 pojedynku z AC Ajaccio strzelił pierwszego gola we francuskiej ekstraklasie. W debiutanckim sezonie 2005/2006 zagrał w lidze 15 razy i zdobył jedną bramkę. W sezonie 2006/2007 wystąpił w lidze łącznie w trzynastu meczach. W Ligue 1 uplasował się z klubem na trzeciej pozycji i wywalczył z nim awans do kwalifikacji Ligi Mistrzów. W tych rozgrywkach jednak nie wystąpił, gdyż na cały sezon 2007/2008 został wypożyczony do drugoligowego klubu CS Sedan.
Pierwszy ligowy występ w barwach Sedanu zanotował 27 lipca 2007 w bezbramkowo zremisowanym spotkaniu z Grenoble Foot 38. W ciągu całego sezonu w Ligue 2 zagrał 36 razy i zdobył 6 bramek. Po zakończeniu rozgrywek ligowych powrócił do Toulouse. W sezonie 2008/2009 uczestniczy z tym klubem w rozgrywkach ekstraklasy.
| Sezon   | Klub            | Kraj    | Rozgrywki | Mecze | Bramki | Rozgrywki Europy | Mecze | Bramki |
| ------- | --------------- | ------- | --------- | ----- | ------ | ---------------- | ----- | ------ |
| 2005/06 | Toulouse FC     | Francja | Ligue 1   | 15    | 1      | -                | -     | -      |
| 2006/07 | Toulouse FC     | Francja | Ligue 1   | 13    | 0      | -                | -     | -      |
| 2007/08 | CS Sedan (wyp.) | Francja | Ligue 2   | 36    | 6      | -                | -     | -      |
| 2008/09 | Toulouse FC     | Francja | Ligue 1   | 16    | 0      | -                | -     | -      |
| 2009/10 | Le Havre AC     | Francja | Ligue 2   | 35    | 2      | -                | -     | -      |
| 2010/11 | Le Havre AC     | Francja | Ligue 2   | 34    | 2      | -                | -     | -      |
| 2011/12 | Le Havre AC     | Francja | Ligue 2   | 36    | 2      | -                | -     | -      |
| 2012/13 | Le Havre AC     | Francja | Ligue 2   | 19    | 3      | -                | -     | -      |

Stan na: 17 stycznia 2013 r.